# Enzo Paci (attore)
Enzo Paci, all'anagrafe Vincenzo Paci (Genova, 27 gennaio 1973), è un attore teatrale e comico italiano, attivo anche nell'ambito dell'intrattenimento televisivo.

## Biografia
Originario del quartiere di Staglieno, nel 1997 entra nella scuola di recitazione del Teatro Stabile di Genova, diplomandosi nel 2000. Nato come attore teatrale, lavora per un breve periodo per Radio 19 (radio del quotidiano genovese Il Secolo XIX) e poi comincia a esibirsi nelle trasmissioni televisive comiche di Colorado nel 2007 e di Zelig tra il 2009 e il 2013, entrambe in onda sulle reti Mediaset.
Nel 2011 è protagonista, con il personaggio di Mattia Passadore, della trasmissione comica Central Station in onda su Comedy Central. Nel 2014 è co-protagonista del film di fantascienza 12 12 12 del regista Massimo Morini. Tra il 2015 e il 2016 prende di nuovo parte al programma Colorado. Tra il 2019 e il 2020 entra nel cast principale della serie TV Scatola nera su Amazon Prime Video. 
Dal 2021 partecipa alla serie televisiva Rai Blanca, distribuita anche su Netflix e RaiPlay, nel ruolo del commissario Mauro Bacigalupo. Nel 2022 interpreta Desio nella serie televisiva di Sky Atlantic Il grande gioco, mentre nel 2023 interpreta il regista Carlo Bartolini in Sono Lillo, serie TV in onda su Amazon Prime Video. Nel 2024 interpreta Paolo Villaggio nel film biografico per la televisione Com'è umano lui! diretto da Luca Manfredi.

## Televisione
- Colorado Cafè, 2007 - Italia 1
- Zelig off, 2009-2012 - Italia 1
- Central Station, 2011 - Comedy Central
- Zelig one, 2013 - Italia 1
- Zelig, 2013 - Canale 5
- Palco doppio palco e contropalcotto, 2014 - Comedy Central
- Colorado, 2015-2017 - Italia1
- Buona la prima, 2017 - Italia 1
- Quelli che il calcio, 2018 - 2021 - Rai 2

## Filmografia

### Attore

#### Cinema
- Capitan Basilico 2, regia di Massimo Morini (2011)
- Revolution, baby, regia di Alessandro Stellari - cortometraggio (2013)
- 12 12 12, regia di Massimo Morini (2014)
- La Diva, regia di Carlo Ballauri - cortometraggio (2014)
- Loro chi?, regia di Francesco Miccichè e Fabio Bonifacci (2015)
- The Anomaly, regia di Luca Franco - cortometraggio (2017)
- Il giorno più bello del mondo, regia di Alessandro Siani (2019)
- Io sono Mia, regia di Riccardo Donna (2019)
- Deadly Delivery, regia di Alberto Bogo (2020)
- La fortuna è in un altro biscotto, regia di Marco Placanica (2023)
- Tramite amicizia, regia di Alessandro Siani (2023)
- Io e te dobbiamo parlare, regia di Alessandro Siani (2024)

#### Televisione
- Maria di Nazaret, regia di Giacomo Campiotti – miniserie TV, 2 episodi (2012)
- Scatola Nera – serie TV (2019-2020)
- Masantonio - Sezione scomparsi, regia di Fabio Mollo e Enrico Rosati – miniserie TV, episodio 1x02 (2021)
- Blanca – serie TV (dal 2021)
- Don Matteo – serie TV, episodio 13x05 (2022)
- Il grande gioco – serie TV, 5 episodi (2022)
- Sono Lillo – serie TV, 2 episodi (2023)
- Com'è umano lui!, regia di Luca Manfredi – film TV (2024)

### Doppiatore
- Wc Western Closet, regia di Luca Franco e Saba Salvemini - cortometraggio (2013)

## Teatro
- 1999 - Happy End (di Bertolt Brecht)
- 1999 - Nella pianura normanna c'è un grande libro (di Alessandro Spanghero)
- 1999 - Improvvisazione a Versailles (di Molière)
- 2000 - Le bizzarrie di Belisa (di Lope de Vega)
- 2000 - Don Giovanni (di Molière)
- 2001 - I reverendi (di Mrozek)
- 2001 - Il gabbiano (di Čechov)
- 2002 - Madre Courage e i suoi figli (di B. Brecht)
- 2003 - Cara professoressa (di A. Razumovskaja)
- 2004 - Il tenente di Inishmore (di M. McDonagh)
- 2005 - La Centaura (di Giovan Battista Andreini)
- 2005 - La Chunga (di Mario Vargas Llosa)
- 2005 - Morte di un commesso viaggiatore (di Arthur Miller)
- 2006 - Mandragola (di N. Machiavelli)
- 2006 - La chiusa (di Conor McPherson)
- 2008 - Re Lear (di W. Shakespeare)
- 2008 - Il paese Blue (di Silvia Biancalana)
- 2009 - Dopo il terremoto (di Murakami Haruki)
- 2009 - La notte in cui Oscar tornò a casa (di Matteo Monforte - Lazzaro Calcagno)
- 2010 - Come l'erba ai bordi della ferrovia (di M. Monforte - L. Calcagno)
- 2010 - La camera azzurra di Olcese (di M. Monforte - L. Calcagno)
- 2011 - La Moscheta (di Ruzante)
- 2013 - The Pillowman (di Martin McDonagh)
- 2014 - La Nonna (di Roberto Cossa)
- 2015 - Gyula (di Fulvio Pepe)
- 2017 - Puntata 0 (di Luca Bizzarri)
- 2017/2019/2023/2024 - Tutto quello che c’è (di V. Paci, M. Monforte)
- 2018/2019 - Come fai, fai bene (di V. Paci, M. Monforte, A. Di Marco, A. Carlini)
- 2021/2022 - I soliti mostri (di V. Paci, M. Monforte)
- 2022 - Palle di Natale (con i Bruciabaracche)
- 2022/2023 - Paci e bene (di V. Paci, M. Monforte)
- 2023 - Dieci (con i Bruciabaracche)
- 2024 - UH - Dalla clava a Tik Tok (di V. Paci, M. Monforte)
- 2024 - Sai chi ti saluta? (con i Bruciabaracche)

## Web
- http://www.enzopaci.club Sito web ufficiale